# 皇家学会会长列表

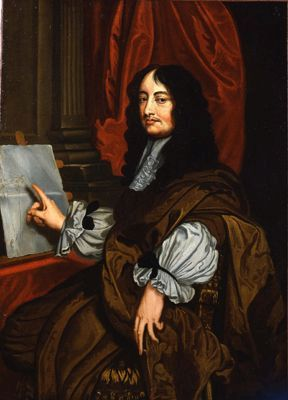
皇家学会首任会长布隆克尔子爵

本列表列出历任皇家学会会长（英語：The President of the Royal Society (PRS)）。1662年皇家学会正式成立后，威廉·布隆克尔成为首任会长，同时皇家特许证规定此后历任会长由委员会及学会会员于每年圣安德鲁日（St. Andrew's Day）选举产生。最初皇家特许征并没有规定会长的任期，不过自19世纪后每任会长任期趋于稳定，现学会章程规定会长任期不得超过五年。
学会现任会长为阿德里安·史密斯爵士。

## 历任皇家学会会长
1. 1662年－1677年：布隆克尔子爵
2. 1677年－1680年：约瑟夫·威廉姆斯爵士
3. 1680年－1682年：克里斯多佛·雷恩爵士
4. 1682年－1683年：约翰·霍斯金爵士
5. 1683年－1684年：西里尔·威奇
6. 1684年－1686年：塞缪尔·佩皮斯
7. 1686年－1689年：卡伯里伯爵
8. 1689年－1690年：彭布鲁克伯爵
9. 1690年－1695年：罗伯特·索思韦尔爵士
10. 1695年－1698年：哈利法克斯伯爵
11. 1698年－1703年：萨默斯勋爵
12. 1703年－1727年：艾萨克·牛顿爵士
13. 1727年－1741年：汉斯·斯隆爵士
14. 1741年－1752年：马丁·福克斯
15. 1752年－1764年：麦克莱斯菲尔德伯爵
16. 1764年－1768年：莫顿伯爵
17. 1768年－1768年：詹姆斯·伯罗斯
18. 1768年－1772年：詹姆斯·韦斯特
19. 1772年－1772年：詹姆斯·伯罗斯
20. 1772年－1778年：约翰·普林格爵士
21. 1778年－1820年：约瑟夫·班克斯爵士
22. 1820年－1820年：威廉·海德·沃拉斯頓
23. 1820年－1827年：汉弗里·戴维爵士
24. 1827年－1830年：戴维斯·吉尔伯特
25. 1830年－1838年：苏塞克斯公爵殿下
26. 1838年－1848年：北安普敦侯爵
27. 1848年－1854年：罗斯伯爵
28. 1854年－1858年：John Wrottesley, 2nd Baron Wrottesley
29. 1858年－1861年：本杰明·柯林斯·布罗迪爵士
30. 1861年－1871年：爱德华·萨宾爵士
31. 1871年－1873年：乔治·比德尔·艾里爵士
32. 1873年－1878年：约瑟夫·道尔顿·胡克爵士
33. 1878年－1883年：威廉·斯波蒂伍德
34. 1883年－1885年：托马斯·亨利·赫胥黎
35. 1885年－1890年：乔治·斯托克斯爵士
36. 1890年－1895年：开尔文勋爵
37. 1895年－1900年：李斯特勋爵
38. 1900年－1905年：威廉·哈金斯爵士
39. 1905年－1908年：瑞利勋爵
40. 1908年－1913年：阿奇博尔德·盖基爵士
41. 1913年－1915年：威廉·克鲁克斯爵士
42. 1915年－1920年：约瑟夫·约翰·汤姆孙爵士
43. 1920年－1925年：查尔斯·谢灵顿爵士
44. 1925年－1930年：纳尔逊的卢瑟福勋爵
45. 1930年－1935年：弗雷德里克·霍普金斯爵士
46. 1935年－1940年：威廉·亨利·布拉格爵士
47. 1940年－1945年：亨利·哈利特·戴尔爵士
48. 1945年－1950年：罗伯特·鲁宾逊爵士
49. 1950年－1955年：阿德里安勋爵
50. 1955年－1960年：西里尔·欣谢尔伍德爵士
51. 1960年－1965年：弗洛里勋爵
52. 1965年－1970年：布莱克特勋爵
53. 1970年－1975年：艾伦·劳埃德·霍奇金爵士
54. 1975年－1980年：托德勋爵
55. 1980年－1985年：安德魯·赫胥黎爵士
56. 1985年－1990年：陆登汉姆的波特勋爵
57. 1990年－1995年：迈克尔·阿蒂亚爵士
58. 1995年－2000年：阿龙·克卢格爵士
59. 2000年－2005年：牛津的梅勋爵
60. 2005年－2010年：拉德洛的瑞斯勋爵
61. 2010年－2015年：保罗·纳斯爵士
62. 2015年－2020年: 文卡特拉曼·拉马克里希南爵士
63. 2020年－: 阿德里安·史密斯爵士（英语：Adrian Smith (statistician)）